# Arne Hassler
Jan Ebbe Arne Hassler, född den 14 augusti 1900 i Kyrkheddinge församling, Malmöhus län, död den 6 april 1985 i Stockholm, var en svensk teolog och präst. Han var bror till Carita Hassler-Göransson, Åke Hassler och Ove Hassler samt farfar till John Hassler.

## Biografi
Hassler avlade teologie kandidatexamen vid Lunds universitet 1921 och teologie licentiatexamen där 1930. Han blev vice pastor i Kyrkheddinge och Esarp 1921, kyrkoadjunkt i Munka-Ljungby och Ängelholm 1923, komminister i Öster-Lövsta 1925, kyrkoadjunkt i Brännkyrka 1933, komminister i Sofia församling på Södermalm 1942 och kyrkoherde där 1951. Hassler blev emeritus 1968. Han blev ledamot av Nordstjärneorden 1954. Hassler vilar på Gamla kyrkogården i Grödinge församling.